# Victor-Auguste Dechamps
Pour les articles homonymes, voir Dechamps.
Victor Auguste Isidore Dechamps, né le  6 décembre 1810 à Melle (Belgique) et décédé le 29 septembre 1883 à Malines (Belgique), était un prêtre rédemptoriste, nommé évêque de Namur en 1865 et, deux ans plus tard, en 1867, 14e archevêque de Malines et ainsi primat de Belgique (1867-1883). Il fut créé cardinal en 1875.

## Biographie

### Famille
Victor-Auguste Dechamps est le frère d'Adolphe Dechamps, homme politique, partisan résolu de l'unionisme.

### Entrée dans les ordres
Il entra dans les ordres chez les Rédemptoristes et fut ordonné prêtre le 20 décembre 1834.

### Évêque de Namur
Brillant prédicateur et apologiste de l'Église, Dechamps fut nommé évêque de Namur en 1865 et consacré à Rome par le cardinal von Reisach le 1er octobre 1865. Durant son bref séjour à Namur il organisa le premier synode diocésain et posa la première pierre du collège de Bellevue, à Dinant (13 juin 1866)

### Archevêque de Malines
À la mort du cardinal Engelbert Sterckx il lui succéda sur le siège de Malines. Il fut intronisé en 1868.
En 1868, il défend Louise Lateau, une mystique wallonne devant ses critiques.
Lors du concile Vatican I, il fut un grand partisan de la définition de l'infaillibilité pontificale.
Lors de la première guerre scolaire qui éclata lors de la promulgation de la « loi de malheur » du gouvernement Frère-Orban et du ministre Van Humbeeck, il favorisa la création de nombreuses écoles. À cette époque, la tension fut si vive entre la Belgique et le Saint-Siège que les relations diplomatiques furent momentanément rompues.
Il fut créé cardinal lors du consistoire du 15 mars 1875 avec le titre de cardinal-prêtre de San Bernardo alle Terme.
Le cardinal Dechamps est également connu pour avoir réfléchi d'un point de vue théologique sur l'acte de foi: Roger Aubert le cite dans la grande somme historique qu'il a consacrée à l'histoire des théologies de l'acte de foi.
Il aide Marie de Jésus Deluil-Martiny à ouvrir une congregation des Filles du Cœur de Jésus en Belgique.
À la mort du cardinal Dechamps en 1883, Pierre-Lambert Goossens, évêque de Namur depuis peu de temps, lui succéda comme archevêque de Malines.
Sa devise était « Pervia coeli porta manes ».

## Succession apostolique
Victor-Auguste Dechamps a ordonné les évêques suivants :
- Évêque Théodore-Joseph Gravez (1868)
- Évêque Charles André Anthonis (1868)
- Archevêque Victor-Jean-Joseph-Marie van den Branden de Reeth (1879)
- Évêque Isidore-Joseph du Rousseaux (1880)

## Œuvres
- Le Christ et les Antechrist dans les écritures, l'histoire et la conscience traduit (de) par  Jean-Baptiste-Vincent Heinrich

## Armes
Coupé, au 1 de gueules aux insignes de la Congrégation des Rédemptoristes : à la croix latine alésée d'or, les bras brochant, à dextre sur une pique traversant une éponge au naturel, à senestre sur une lance de même, les deux instruments penchés et mouvants du pied de la croix, le tout sur un mont à trois coupeaux d'or posé sur la ligne de partition ; la croix accostée des monogrammes IHS à dextre et MA entrelacés à senestre, tous deux surmontés de leur signe abréviatif, le tout d'or ; au nimbe rayonnant du même mouvant de la ligne du chef, chargé d'un œil au naturel ; au 2 de sable à l'effigie de Notre-Dame du Bon Conseil de Genazzano : une Vierge de carnation habillée d'une robe d'argent et d'un manteau d'azur tenant sur son bras senestre l'Enfant-Jésus aussi de carnation habillé de gueules, tous deux nimbés d'or, senestrés d'une étoile du même, leurs têtes brochant sur une mandorle couchée également d'or vidée du champ.